# حرابة
الحِرَابَة هي قطع الطريق للسرقة والنهب وكانت الحِرابة منتشرة منذ القدم في شبه الجزيرة العربية، وكانت لها آثار سلبية لما فيها من قتل وسفك للدماء وسبي النساء والذراري وقطع للنسل. وتكون الحرابة بخروج جماعة مسلحة مشهرةً اجرامها بالسرقة والنهب والقتل، ولكن ظهور الإسلام حد من هذه الظاهرة وكان للإسلام حكم آخر للحِرابة.

## حكم الحِرابة في الإسلام
اتى حكم الإسلام لها (أي الحِرابة) من قول الله -تعالى- في القرآن الكريم:

﴿إِنَّمَا جَزَاءُ الَّذِينَ يُحَارِبُونَ اللَّهَ وَرَسُولَهُ وَيَسْعَوْنَ فِي الْأَرْضِ فَسَادًا أَنْ يُقَتَّلُوا أَوْ يُصَلَّبُوا أَوْ تُقَطَّعَ أَيْدِيهِمْ وَأَرْجُلُهُمْ مِنْ خِلَافٍ أَوْ يُنْفَوْا مِنَ الْأَرْضِ ذَلِكَ لَهُمْ خِزْيٌ فِي الدُّنْيَا وَلَهُمْ فِي الْآخِرَةِ عَذَابٌ عَظِيمٌ ۝٣٣ إِلَّا الَّذِينَ تَابُوا مِنْ قَبْلِ أَنْ تَقْدِرُوا عَلَيْهِمْ فَاعْلَمُوا أَنَّ اللَّهَ غَفُورٌ رَحِيمٌ ۝٣٤﴾ [المائدة:33–34]

فهي محرمة على حسب الشرع الإسلامي ولكن اختلف بعض العلماء في كيفيتها، فقال بعض العلماء انها لا تكون حِرابة الا إذا كانت في خارج المدينة أو على أطرافها أما إذا كانت داخل المدينة فتسمى بحسب الجريمة المرتكبة فان كانت قتلاً فحكمها حكم القتل وان كانت سرقةً فحكمها سرقة وان تشابهت مع الحِراب
وقال شق آخر من العلماء أنها تكون في داخل وخارج المدينة طالما توافرت فيها شروط ومواصفات الحرابة، وقيل انه إذا كانت في المدينة وكان في المقدور الاستغاثة فلا تسمى حِرابة وقال البعض انها حِرابة لشمول الآية.

## شروط الحِرابة
1. المجاهرة بها واشهارها فهي تقوم على عدم الخوف.
2. أن تكون بجماعة (واختلف العلماء بشرط الجماعة).
3. أن تكون بسلاح.
4. أن يكون قاطع الطريق مختاراً فإن ثبت أنه مكره أو مجبر. لا يقام عليه حد قاطع الطريق. وإنما مرجع الحكم فيه إلي ما يراه القاضي.
5. أن يكون بالغًا عاقلا، فإن كان صبيَّا صغيرًا، واشترك مع غيره في قطع الطريق أو كان مجنونًا فلا حد عليه.
6. إن هجم على قافلة ونهب منها في العلن وهرب، فهو ناهب ولا يقام عليه حد الحرابة.

## سقوط حد الحرابة بالتوبة
﴿إِلَّا الَّذِينَ تَابُوا مِنْ قَبْلِ أَنْ تَقْدِرُوا عَلَيْهِمْ فَاعْلَمُوا أَنَّ اللَّهَ غَفُورٌ رَحِيمٌ ۝٣٤﴾ [المائدة:34]
يسقط حد الحرابة بتوبة الجاني أو قاطع الطريق قبل القدرة عليه.

## أقسام الحد
يحق للحاكم أن يختار من العقوبات الواردة ما يشاء:
- القتل
- الصلب
- قطع أيدي وأرجل من خلاف
- النفي
- وقد ورد في كتاب "الفقه الميسر" ص 466: أن عقوبة المحاربين وحدّهم تختلف باختلاف الجرائم التي ارتكبوها.